# Mike Kluge
Mike Kluge, nacido el 25 de septiembre de 1962 en Berlin, fue un ciclista alemán. Destacó en la modalidad de Ciclocrós siendo campeón mundial élite en 1992. 

## Palmarés

### Ciclocrós
| 1989 - Campeonato de Alemania de Ciclocrós 1990 - Campeonato de Alemania de Ciclocrós 1991 - Campeonato de Alemania de Ciclocrós 1992 - Campeonato de Alemania de Ciclocrós - Campeonato Mundial de Ciclocrós | 1993 - Campeonato de Alemania de Ciclocrós - 2.º en el Campeonato Mundial de Ciclocrós 1996 - Campeonato de Alemania de Ciclocrós |

### Ruta
1983
- 2 etapas de la Vuelta a Renania-Palatinado

1986
- 1 etapa de la Vuelta a Renania-Palatinado

1986
- 1 etapa de la Vuelta a Renania-Palatinado

1990
- 1 etapa del Gran Premio Guillermo Tell